# Martijn Dendievel
Martijn Dendievel (Oostende, 27 december 1995) is een Belgische dirigent. Hij is chefdirigent van de Hofer Symphoniker en toekomstig chefdirigent van Symfonieorkest Vlaanderen.

## Biografie
Martijn Dendievel groeide op in een muzikale familie in Oostkamp en begon met lessen viool, cello, blokfluit en slagwerk. Hij studeerde vervolgens muziektheorie en cello aan het Koninklijk Conservatorium Brussel en zette zijn opleiding als dirigent verder aan de Hochschule für Musik Franz Liszt Weimar, bij Nicolás Pasquet. Hij volgde masterclasses dirigeren bij Bernard Haitink, Paavo Järvi, Iván Fischer en Edo de Waart.
Tijdens zijn studies werd hij benoemd tot assistent-dirigent van Symfonieorkest Vlaanderen, waar hij momenteel als associate conductor aan het orkest verbonden is en vanaf januari 2026 chefdirigent wordt. Op 14 juli 2023 werd bekendgemaakt dat hij vanaf september 2024 chef-dirigent zou worden van de Hofer Symphoniker. Ook dirigeerde hij onder meer het Concertgebouworkest, het WDR Sinfonieorkest, MDR-Sinfonieorchester, Rotterdams Philharmonisch Orkest, het Antwerp Symphony Orchestra, Brussels Philharmonic, de Staatskapelle Weimar, de Jenaer Philharmonic en het Nationaal Orkest van België. Aan het Italiaanse Teatro Comunale di Bologna dirigeert hij regelmatig operaproducties en symfonische concerten, waaronder Le Nozze van Figaro en Don Giovanni.

## Prijzen
- 2018: Eerste Prijs bij de dirigentenwedstrijd van de Conservatoria van Midden-Duitsland
- 2019: Eerste Prijs en publieksprijs bij de Louis-Spohr-Wedstrijd
- 2021: Finalist in de Donatella Flick Competition van het London Symphony Orchestra [3]
- 2021: Winnaar van de Dirigentenacademie van het Tonhalle-Orchester Zürich
- 2021: Eerste Prijs bij de Duitse Dirigentenprijs
- 2022: Finalist bij de International Conducting Competition Rotterdam
- 2025: Ultima - Vlaamse Cultuurprijs voor Muziek 2024[4]

## Weblinks
- Martijn Dendievel op Operabase
- Persoonlijke website van Martijn Dendievel